# 粘立人
粘立人（1969年3月15日—），臺灣彰化縣鹿港鎮人，於中華民國憲兵退伍後在1991年投入職業魔術師至今，目前定居臺北市。

## 生平
13歲接觸魔術技藝，師承於陳坤河，畢業於台北外雙溪泰北高中美術工藝科。在看了電視影片的魔術表演之後，對魔術產生高度興趣。毛遂自薦地在受教老師的魔術團幫忙，並學習成為現在的魔術專家。
1987年由於自身對魔術的熱愛，將魔術表演引進台灣第一所大專院校，在台北縣未改制前名為淡水工專的魔術社團擔任指導老師，其後又分別擔任輔仁大學跟台灣大學的魔術指導老師。
1991年於中華民國憲兵退役後正式投入職業生涯的演出，並且開發出五星級飯店的駐場魔術表演模式，為當時的大飯店制式鋼琴表演帶來新桌邊魔術。
1992年粘立人是台灣第一位獨立參與幕後製作電視魔術成為固定性節目的魔術先驅。粘立人透過電視演藝將魔術藝術搬上電視螢幕推廣，在當時曾經創下多次三台收視之冠的紀錄。由於表演風格輕鬆有趣，因此經常受邀至世界各地演出。
2001年，踢爆張穎隔空抓藥的騙術，台灣社會一時譁然。從仙人摘豆這個中國古老的騙術被揭穿後，到這位號稱具有特異功能的女士被台灣法院判刑。
2012年12月21日，粘立人召開記者會指控網路紅人Yif利用電腦動畫特效廣告技術捏造魔術表演。

## 著作
《粘立人的魔術師私密日記》
《魔術大師粘立人魔術急轉彎》

## 戲劇
- 2001年 公視《大醫院小醫師》飾演 蔡局長的祕書
- 2008年 台視《波麗士大人》飾演 巫明憲 警官
- 2010年 安徽衛視《幸福一定強》飾演 粘立人大師
- 2015年 公視《傑克的爺爺》飾演 評審老師與本劇魔術總指導策畫

## 電視作品集
- 1992年，中華電視公司《綜藝萬花筒》：魔術單元〈奇人異事〉魔術單元幕後策畫人
- 1993年，華視電視台《綜藝總動員`衛星大連線 》：魔術單元〈特異功能〉主秀
- 1998年，中國電視公司《紅白勝利》：魔術單元〈超異能魔術〉、〈兩光魔術團〉總策劃/世界首創新型態〈整人街頭魔術〉單元經尼爾森調查為三台電視收視冠軍
- 2003年，衛視中文台《魔星高照》魔術節目主持與表演
- 2004年，東森綜合台《哇哈哈特笑公司》：街頭搞怪魔術單元主持
- 2006年，年代電視台《包公管不管》魔術單元主題魔術秀
- 2007年，東風衛視台《東風估價王》：魔術商品估價單元〈奇貨大蒐藏〉魔術示範表演
- 2007年，中國電視公司《綜藝大哥大》：魔術競賽單元〈大魔競〉主評審老師
- 2008年，台灣電視公司、三立電視台《波麗士大人》飾演：巫明憲
- 2008年，安徽衛視《周日我最大》街頭百變王：趣味搞笑魔術表演
- 2009年，安徽衛視《周日我最大》看我七十二變：攝影棚內與藝人的面對面近距離的魔術表演
- 2009年，安徽衛視《星光魔範生》：明星的魔術比賽評審老師和魔術指導表演顧問
- 2010年，安徽衛視《幸福一定強》飾演：粘立人魔術大師(第10集&第26集)
- 2011年，上海東方衛視《中國達人秀》粘立人兒子-粘仕杰(2007年) 受邀參加海選秀
- 2012年，中國電視公司《綜藝大本營》魔鏡魔鏡大魔競2單元魔術表演秀
- 2012年，湖北衛視《我愛我的祖國》綜藝節目:粘立人與粘仕杰的表演秀
- 2012年，河南衛視《魔亦有道》魔術節目:粘立人與粘仕杰的表演秀
- 2012年，中華電視公司《綜藝百分百》魔法研究所魔術單元評審與表演秀
- 2013年，中央電視台《我要上春晚》粘仕杰魔術表演
- 2014年，中央電視台《我愛滿堂彩》父子聯手演出
- 2015年，安徽衛視《加油好BABY》粘立人粘仕杰魔術才藝表演
- 2015年，臺灣公共電視《傑克的爺爺》戲劇演出與魔術總策畫
- 2019年，中華電視公司《超級同學會》魔術演出 https://www.youtube.com/watch?v=yqk1BT-6p00 （页面存档备份，存于）

## 表演記錄
- 2000/僑務委員會(美國西部)綜藝訪問團魔術表演
- 2003/宜蘭國際童玩節大型舞台專場魔術表演
- 2004/木乃伊探險記-自辦售票魔術劇公演
- 2005/宜蘭國際童玩節大型舞台魔術表演最佳團隊
- 2005/僑務委員會(歐洲)綜藝訪問團魔術表演
- 2009/金門縣戰地藝術節魔術團隊演出
- 2010-2018/晶華國際酒店之除夕宴會魔術表演團隊
- 2010/咪咕魔幻音樂城北京嘉年華擔任魔術演出與顧問
- 2010-2018/曉水珠心靈之旅-撫慰老人慈善公益演出超過175場演出
- 2011/美國土桑市5月僑胞心魔術表演
- 2011/僑務委員會(中華民國100年)南非綜藝訪問團魔術表演
- 2013/俄羅斯莫斯科魔術文化節魔術評審與表演
- 2014/台灣愛回鄉慈善演唱會魔術表演
- 2014/彰化國際魔術文化節
- 2004-2018國泰慈善基金會(魔法教學派對)年度慈善公益列車魔術主秀
- 2015/台北市文化就在巷子裡社區巡禮
- 2016/台北站前地下街年度代言人
- 2016/文化就在巷子裡社區巡禮
- 2016/台東校園巡演助學生心靈重建
- 2017/文化就在巷子裡社區巡禮
- 2018/曉水珠心靈之旅公益團體電影(美麗的願望)演出
- 2018/台北市文化就在巷子裡社區巡禮
- 2018/身障微笑天使關懷演出
- 2018/桃園市中壢校園親子藝術校園巡演
- 2018/台南市關廟大型演出
- 2018/(魔幻與音樂饗宴)粘立人計畫100場自發性偏鄉關懷弱勢學童慈善巡迴演出系列